# Movimiento Sumar Catalunya
Movimiento Sumar Catalunya (Moviment Sumar Catalunya en idioma catalán) es la organización territorial de Movimiento Sumar en la comunidad autónoma española de Cataluña.
De ideología catalanista y progresista, no cuenta con escaños en el Congreso de los Diputados, debido a que la lista electoral de la coalición electoral Sumar, en la que se presentó en las elecciones generales de 2023, en las circunscripciones de Cataluña resultaron elegidos los candidatos de Catalunya en Comú e Izquierda Unida que lideraban la lista.

## Resultados electorales
Aunque ninguno de los candidatos elegidos pertenece a Movimiento Sumar Catalunya, las coaliciones de las que formó parte Movimiento Sumar para concurrir a las elecciones obtuvieron los siguientes resultados en Cataluña: 

### Autonómicas
| Comicios      | Coalición    | Barcelona       | Barcelona       | Gerona     | Gerona     | Lérida      | Lérida      | Tarragona     | Tarragona     |             | Total |
| Cataluña 2024 | Comuns Sumar | Jéssica Albiach | Jéssica Albiach | Eloi Badia | Eloi Badia | Elena Ferre | Elena Ferre | Yolanda López | Yolanda López | 181 795     |       |
| Cataluña 2024 | Comuns Sumar | 6º              | 156 349 6,6 %   | 8º         | 9756 3,2 % | 8º          | 3584 2,1 %  | 7º            | 12 106 3,8 %  | 6º (5,82 %) |       |
| Cataluña 2024 | Comuns Sumar | 6/85            | 6/85            | 0/17       | 0/17       | 0/15        | 0/15        | 0/18          | 0/18          | 6/135       |       |

### Generales
| Comicios    | Coalición | Barcelona        | Barcelona        | Gerona            | Gerona            | Lérida            | Lérida            | Tarragona         | Tarragona         |              | Total |
| España 2023 | Sumar     | Aina Vidal (ECP) | Aina Vidal (ECP) | Júlia Boada (ECP) | Júlia Boada (ECP) | Elena Ferre (ECP) | Elena Ferre (ECP) | Félix Alonso (IU) | Félix Alonso (IU) | 497 617      |       |
| España 2023 | Sumar     | 2º               | 405 993 15,2 %   | 4º                | 35 344 10,9 %     | 5º                | 14 561 7,89 %     | 4º                | 41 719 11,34 %    | 2º (14,04 %) |       |
| España 2023 | Sumar     | 5/32             | 5/32             | 1/6               | 1/6               | 0/4               | 0/4               | 1/6               | 1/6               | 7/48         |       |